# Термаикос (дим)
Термаико́с (греч. Δήμος Θερμαϊκού) — община (дим) в Греции в периферийной единице Салоники в периферии Центральная Македония. Население 50 264 жителей по переписи 2011 года. Площадь 133,41 квадратного километра. Плотность 376,76 человека на квадратный километр. Административный центр — Перея, исторический центр — Эпаноми. Димархом на местных выборах 2019 года избран Еорьос Цамаслис (Γεώργιος Τσαμασλής). Название получила от залива Термаикос Эгейского моря, на восточном берегу которого расположена.
Создана в 1997 году (ΦΕΚ 244Α). В 2010 году (ΦΕΚ 87Α) по программе «Калликратис» к общине присоединены населённые пункты упразднённых общин Миханьона и Эпаноми.